# The Michael Schenker Group (альбом)
The Michael Schenker Group — дебютный альбом группы The Michael Schenker Group немецкого гитариста Майкла Шенкера, вышедший в 1980 году на лейбле Chrysalis Records. Диск получил положительные отзывы критиков, и по мнению обозревателя Allmusicguide он остается лучшей работой MSG.

## История создания
В 1978 году Майкл Шенкер покинул группу UFO и в 1979 году ненадолго присоединился к Scorpions в качестве услуги брату Рудольфу Шенкеру, поскольку те, в свою очередь, в то же время расстались со своим лидер-гитаристом Ульрихом Ротом. Майкл Шенкер гастролирует и записывается с ними на студийном альбоме Lovedrive 1979 года.
В то время Майкл страдал от проблем с алкоголем и наркотиками, и буквально дезертировал. «Он болтался между раем и адом», — говорит брат Рудольф. «Он играл лучшее, что я когда-либо слышал от него, но морально он был в ужасной форме». Проблемы Майкла проявились уже в самом начале американского тура Scorpions — он упал прямо на сцене во время третьего шоу.
Покидая Scorpions в середине их тура Lovedrive, Майкл объявил о решении создать свою собственную группу.  В какой-то момент в 1979 году Шенкер, находясь в Лондоне,  собрал первый состав MSG. В состав группы также вошли барабанщик Дэнни Кармасси (ex-Montrose) и бас-гитарист Билли Шихэн (ex-Talas).
Случилось так, что демо-запись малоизвестного певца Гэри Бардена из группы  Fraser Nash случайно играла как раз в то же время, когда Майкл проходил мимо офиса руководителя A&R в Chrysalis Records. Барден был быстро нанят, и они вместе с Шенкером начали работу над альбомом.  По мнению портала MusicRadar, дуэт оказался мощным партнерством по написанию песен, и весь альбом наполнен отличными мелодиями.
Группа выпустила демо-версию из пяти песен, готовясь к записи первого студийного альбома; однако планы вскоре были сорваны, когда Шенкер попал в больницу. «Я был госпитализирован», — объясняет Майкл. «Я принимал таблетки от страха сцены — те же самые, которые убили Кита Муна — и они вызывали сильное привыкание. Это был очень тяжелый отказ от препаратов».

## Об альбоме
Дебютный релиз The Michael Schenker Group был записан в Wessex Sound Studios в Лондоне с мая по июль 1980 года. Выпущенный в августе 1980 года, альбом был спродюсирован Роджером Гловером (Deep Purple). В состав записи вошли вокалист Гэри Барден, клавишник Дон Эйри (Rainbow), а также сессионные музыканты: барабанщик Саймон Филлипс и басист Мо Фостер, которые в том же году участвовали в записи альбома гитариста Джеффа Бека There and Back.
Журнал Classic Rock считает, что альбом получился связным, мощным и включал в себя некоторые из великих, определяющих песен карьеры Шенкера, ставших постоянными номерами его концертных программ. Жесткие, но запоминающиеся рок-песни, такие как «Armed and Ready», «Victim Of Illusion» и эпическая «Lost Horizons», сделали альбом хитом в топ-10 в Великобритании. В сентябре 1980 года альбом поднялся до 8-й позиции в UK Albums Chart.
Выпущенный как ведущий сингл, хард-рокер с цепляющим риффом «Armed and Ready» был дополнен инструментальной пьесой группы «Bijou Pleasurette» на стороне B, демонстрируя универсальность группы и мастерство Шенкера как гитариста. Сингл поднялся до 53-й позиции в UK Singles Chart.
По мнению обозревателя журнала Guitar Player, инструментальный трек «Bijou Pleasurette» из одноименного дебютного альбома Michael Schenker Group 1980 года — это яркий пример того, что гитарист является сторонником неоклассицизма в рок-гитаре, и как он тяготеет к включению в свою музыку более лирических мелодий в классическом стиле.

## Релиз и критика
Онлайн-издание MusicRadar считает, что первый сольный альбом Шенкера, выпущенный в 1980 году, поднялся вместе с растущим движением NWOBHM, а качество песен и музыкальности закрепило за ним статус альбома, который было обязательно иметь в то время. «Основанный на великолепном „мясном риффе“, кипучий вокал Бардена придает треку „Armed and Ready“ настоящее чувство возбуждения, а соло является лаконичным примером фирменной игры Майкла Шенкера. Как только альбом был готов, и группа отправились в концертный тур, песня мгновенно стала классикой». Журнал Guitar Player относит альбом к числу лучших работ Шенкера за всю его музыкальную карьеру.
В 2018 году издание Louder включило «ураганный альбом бывшего гитариста UFO» в свой список «Лучших альбомов 1980 года» и написало о нём: «Сейчас легко забыть, насколько популярной была его группа Michael Schenker Group в начале 80-х. Этот альбом достиг 8-го места в британских чартах, а такие треки, как „Armed & Ready“ и „Cry For The Nations“ стали забытой классикой коммерческого рока».
По мнению журнала Kerrang! альбом The Michael Schenker Group стал крепкой и уверенной работой. Он не звучал как «собранный только для студийной записи», каковым он на самом деле и был, а гитарная игра продемонстрировала, что «Шенкер не утратил своего дара царя Мидаса». Следующим шагом было отправить группу на гастроли с музыкантами, которые могли играть по стандарту, установленному на альбоме, а также справляться с неизбежным эго соло-гитариста.
На гастроли группа отправилась в новом составе — кроме Шенкера и Бардена, это были бас-гитарист Крис Глен, ветеран-барабанщик Rainbow Кози Пауэлл и бывший коллега Шенкера по UFO Пол Рэймонд на ритм-гитаре и клавишных. Первый мировой тур включал гастроли по Америке в качестве открывающей группы для Molly Hatchet.

## Список композиций
Авторы всех песен Майкл Шенкер и Гэри Барден, кроме отмеченных отдельно.
Сторона А
1. "Armed and Ready" - 4:05
2. "Cry for the Nations" - 5:08
3. "Victim of Illusion" - 4:41
4. "Bijou Pleasurette" (Schenker) - 2:16
5. "Feels Like a Good Thing" - 3:44

Сторона Б
1. "Into the Arena" (Schenker) - 4:10
2. "Looking Out from Nowhere" - 4:28
3. "Tales of Mystery" - 3:16
4. "Lost Horizons" - 7:04

### Переиздание 2009 (бонус-треки)
1. "Just a Lover" (demo) - 4:34
2. "Looking Out from Nowhere" (demo) - 5:13
3. "Get Up and Get Down" (demo) - 3:59
4. "After Midnight" (demo) - 4:31
5. "Breakout" (demo) - 4:42
6. "Cry for the Nations" (radio edit) - 3:35
7. "Armed and Ready" (live at the Apollo Manchester[англ.]) - 4:40
8. "Into the Arena" (live at the Hammersmith Odeon, Лондон) - 4:13

## Участники записи
| Майкл Шенкер    | Гитара                                 |
| Гэри Барден     | Вокал                                  |
| Саймон Филлипс  | Барабаны                               |
| Мо Фостер       | Бас                                    |
| Дон Эйри        | Клавишные                              |
| Бонусные треки: |                                        |
| Билли Шихэн     | Бас (Треки 10 - 14)                    |
| Дэнни Кармасси  | Барабаны (треки 10 - 14)               |
| Крис Глен       | Бас (треки 16 и 17)                    |
| Кози Пауэлл     | Барабаны (треки 16 и 17)               |
| Пол Рэймонд     | Клавишные, ритм-гитара (треки 16 и 17) |